# Veslování na Letních olympijských hrách 1936
Veslování na Letních olympijských hrách 1936 v Berlíně.

## Medailisté

### Muži
| Disciplína              | Zlato | Stříbro | Bronz |
| Skif                    | Gustav Schäfer · Německo (GER) | Josef Hasenöhrl · Rakousko (AUT) | Daniel Barrow · Spojené státy americké (USA) |
| Dvojskif                | Velká Británie (GBR) · Jack Beresford · Dick Southwood | Německo (GER) · Willi Kaidel · Joachim Pirsch | Polsko (POL) · Roger Verey · Jerzy Ustupski |
| Dvojka bez kormidelníka | Německo (GER) · Willi Eichhorn · Hugo Strauß | Dánsko (DEN) · Harry Larsen · Peter Olsen | Argentina (ARG) · Horacio Podestá · Julio Curatella |
| Dvojka s kormidelníkem  | Německo (GER) · Gerhard Gustmann · Herbert Adamski · Dieter Arend                                                                                                | Itálie (ITA) · Almiro Bergamo · Guido Santin · Luciano Negrini | Francie (FRA) · Marceau Fourcade · Georges Tapie · Noël Vandernotte                                                                                                   |
| Čtyřka bez kormidelníka | Německo (GER) · Rudolf Eckstein · Anton Rom · Martin Karl · Wilhelm Menne                                                                                        | Velká Británie (GBR) · Thomas Bristow · Alan Barrett · Peter Jackson · John Sturrock                                                                                          | Švýcarsko (SUI) · Hermann Betschart · Hans Homberger · Alex Homberger · Karl Schmid                                                                                   |
| Čtyřka s kormidelníkem  | Německo (GER) · Hans Maier · Walter Volle · Ernst Gaber · Paul Söllner · Fritz Bauer                                                                             | Švýcarsko (SUI) · Hermann Betschart · Hans Homberger · Alex Homberger · Karl Schmid · Rolf Spring                                                                             | Francie (FRA) · Fernand Vandernotte · Marcel Vandernotte · Marcel Cosmat · Marcel Chauvigné · Noël Vandernotte                                                        |
| Osmiveslice             | Spojené státy americké (USA) · Herbert Morris · Charles Day · Gordon Adam · John White · James McMillin · George Hunt · Joseph Rantz · Donald Hume · Robert Moch | Itálie (ITA) · Guglielmo Del Bimbo · Dino Barsotti · Oreste Grossi · Enzo Bartolini · Mario Checcacci · Dante Secchi · Ottorino Quaglierini · Enrico Garzelli · Cesare Milani | Německo (GER) · Alfred Rieck · Helmut Radach · Hans Kuschke · Heinz Kaufmann · Gerd Völs · Werner Loeckle · Hans-Joachim Hannemann · Herbert Schmidt · Wilhelm Mahlow |

## Přehled medailí
| Pořadí | Země                         | Zlato | Stříbro | Bronz | Celkově |
| ------ | ---------------------------- | ----- | ------- | ----- | ------- |
| 1      | Německo (GER)                | 5     | 1       | 1     | 7       |
| 2      | Velká Británie (GBR)         | 1     | 1       | 0     | 2       |
| 3      | Spojené státy americké (USA) | 1     | 0       | 1     | 2       |
| 4      | Itálie (ITA)                 | 0     | 2       | 0     | 2       |
| 5      | Švýcarsko (SUI)              | 0     | 1       | 1     | 2       |
| 6      | Dánsko (DEN)                 | 0     | 1       | 0     | 1       |
| 6      | Rakousko (AUT)               | 0     | 1       | 0     | 1       |
| 8      | Francie (FRA)                | 0     | 0       | 2     | 2       |
| 9      | Polsko (POL)                 | 0     | 0       | 1     | 1       |
| 9      | Argentina (ARG)              | 0     | 0       | 1     | 1       |
| Celkem | Celkem                       | 7     | 7       | 7     | 21      |